# کلان‌شهر دیترویت
کلان‌شهر دیترویت یا مترو دیترویت (به انگلیسی: Metro Detroit) یک منطقهٔ کلان‌شهری در ایالات متحده آمریکا است که در میشیگان واقع شده‌است. کلان‌شهر دیترویت ۳٬۷۳۴٬۰۹۰ نفر جمعیت دارد و ۱۷۳–۳۹۰ متر بالاتر از سطح دریا واقع شده‌است.